# Иселбург
Иселбург (на немски: Isselburg, на диалект: Isselbuorg) е град в Северен Рейн-Вестфалия, Германия с 10 634 жители (към 31 декември 2016). Намира се до немско-нидерландската граница.
Иселбург е споменат през 1300 г. като „Yselberge“ и през 1441 г. получава права на град.
- Цъквата Св. Бартхоломей
- Водният замък Анхолт